# Jewgenija Walerjewna Prozenko
Jewgenija Walerjewna Prozenko (russisch Евгения Валерьевна Проценко; * 25. November 1983 in Tscheljabinsk) ist eine russische Wasserballspielerin.

## Karriere
Bei den Olympischen Spielen 2008 in Peking belegte die 1,75 m große Prozenko mit dem russischen Team Platz 7. Bei den im Rahmen der Schwimmweltmeisterschaften 2009 in Rom ausgetragenen Wasserball-Weltmeisterschaften gewann sie die Bronzemedaille.
2006 in Belgrad, 2008 in Málaga und 2010 in Zagreb wurde Prozenko mit der russischen Mannschaft jeweils Europameisterin.
Prozenko war 1999, 2001 und 2002 russische Meisterin, 2004 bis 2008 jeweils Vizemeisterin.